# Когда меня полюбят
«Когда меня полюбят» (англ. When Will I Be Loved) — эротический драматический фильм 2004 года американского режиссёра Джеймса Тобэка.

## Сюжет
Вера Бэрри (играет Нив Кэмпбелл) — женщина-вамп нового столетия: красивая, капризная, интеллектуально развитая, дочь богатых родителей.
Вера живёт в Нью-Йорке и постоянно ищет эротические приключения: «снимает» мужчин прямо на улице, чтобы немедленно заняться с ними сексом; не чурается лесбийских отношений и записывает всё происходящее на видео; ведёт откровенные беседы на собеседовании у потенциального работодателя.
Несмотря на это у Веры есть постоянный молодой человек — Форд Веллес (играет Фред Уэллер), шустрый малый, который не упустит случай заработать на чём угодно. Зная о любви Веры к различным сексуальным приключениям, он пытается «подложить» её под престарелого итальянского медиа-магната по имени Граф Томмасо (играет Доминик Кьянезе), который влюбился в девушку без памяти. Форду подозрительно легко удаётся уговорить Веру пойти на это, и он считает, что обещанные стариком сто тысяч долларов уже у него в кармане.
С лёгкой руки роковой красотки сто тысяч превращаются в миллион, но оба мужчины недооценили интеллект Веры, и очень скоро становятся безвольными игрушками в её руках.

## В ролях
| Актёр           | Роль               |
| --------------- | ------------------ |
| Нив Кэмпбелл    | Вера               |
| Фред Уэллер     | Форд               |
| Доминик Кьянезе | Граф Томмасо       |
| Джеймс Тобэк    | Профессор          |
| Майк Тайсон     | в роли самого себя |
| Эшли Шелтон     | Эшли               |
| Карен Аллен     | Александра         |
| Оливер Грант    | Пауэр              |
| Дэймон Дэш      |                    |
| Джоэль Картер   | Сэм                |

## Премьерный показ в разных странах[2]
- США — 6 июня 2004 (Кинофестиваль в Лейк-Плэсиде); 10 сентября 2004 (ограниченный показ)
- Канада — 9 сентября 2004 (Международный кинофестиваль в Торонто)
- Франция — 11 мая 2005 (Marché du Film в Каннах); 5 сентября 2005 (Фестиваль американских фильмов в Довиле)
- Южная Корея — 24 июня 2005
- Венгрия — 24 августа 2005 (выход DVD)
- Россия — 22 сентября 2005
- Великобритания — 23 сентября 2005
- Исландия — 19 января 2006 (выход DVD)

## Факты
- Фильм был снят за 12 дней.
- В картине в эпизодической роли профессора Хассана Аль-Ибрагима Бен Рабиновича снялся режиссёр и автор сценария фильма Джеймс Тобэк[3].
- В ленте камео снялся известный боксёр Майк Тайсон[3].
- В 1960 году была выпущена композиция «When Will I Be Loved» группы «The Everly Brothers».
- Фильм во многом схож с лентой «Непристойное предложение» 1993 года: миллионер, понравившаяся ему девушка, имеющая молодого человека, один миллион долларов за ночь любви и т. д.